# Andarnas skepp

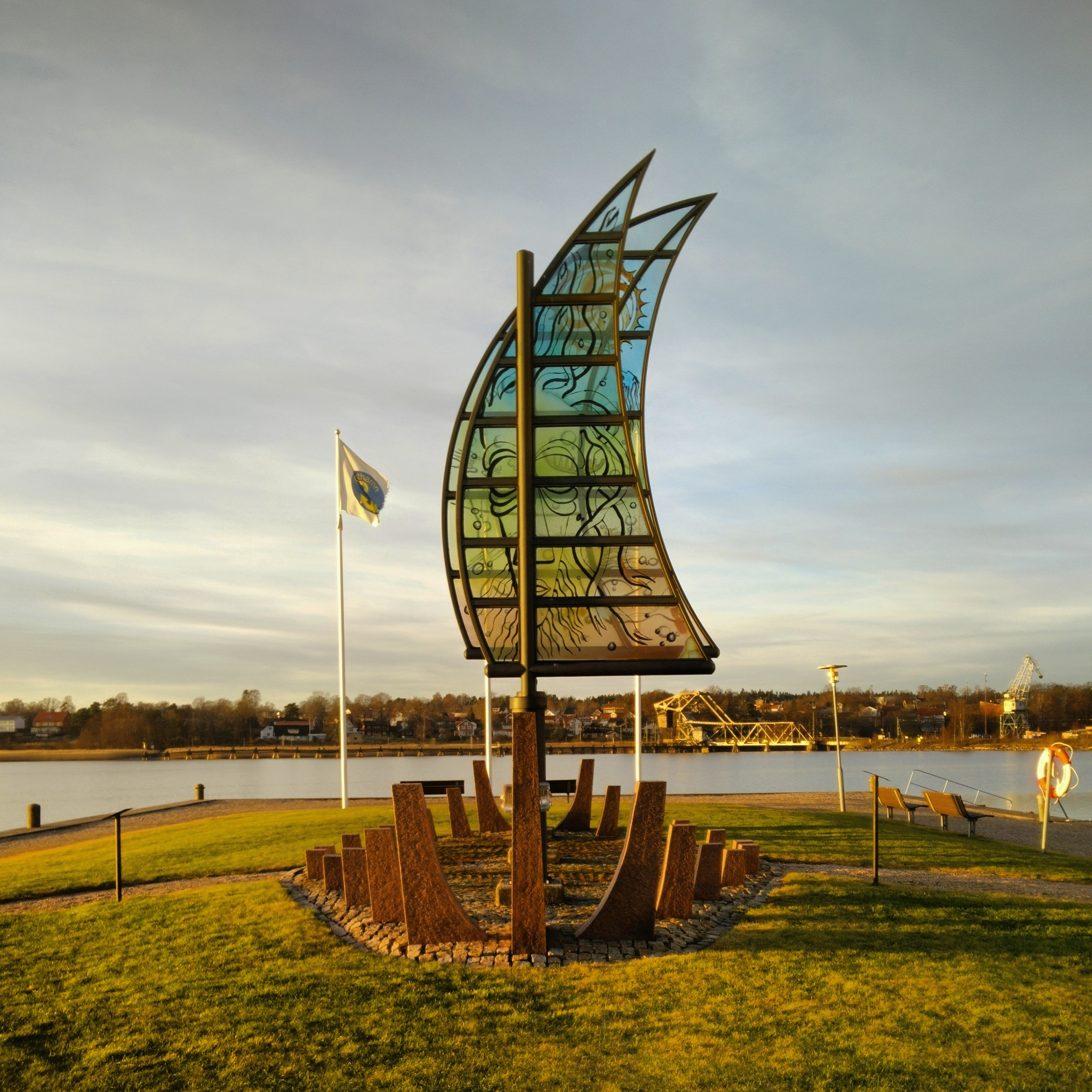

Andarnas skepp är en skulptur av Kjell Engman. Den är placerad i Vänerparken i Vänersborg vid Vassbotten. Skulpturen är skapad i glas, stål och röd granit och föreställer ett skepp med tre segel. Den skänktes till Vänersborgs kommun i samband med 350-årsjubileet av Vänersborgs stadsprivilegier 1994.